# Heterodisca castanea
Heterodisca castanea là một loài bướm đêm trong họ Geometridae.